# Renata (bromfiets)

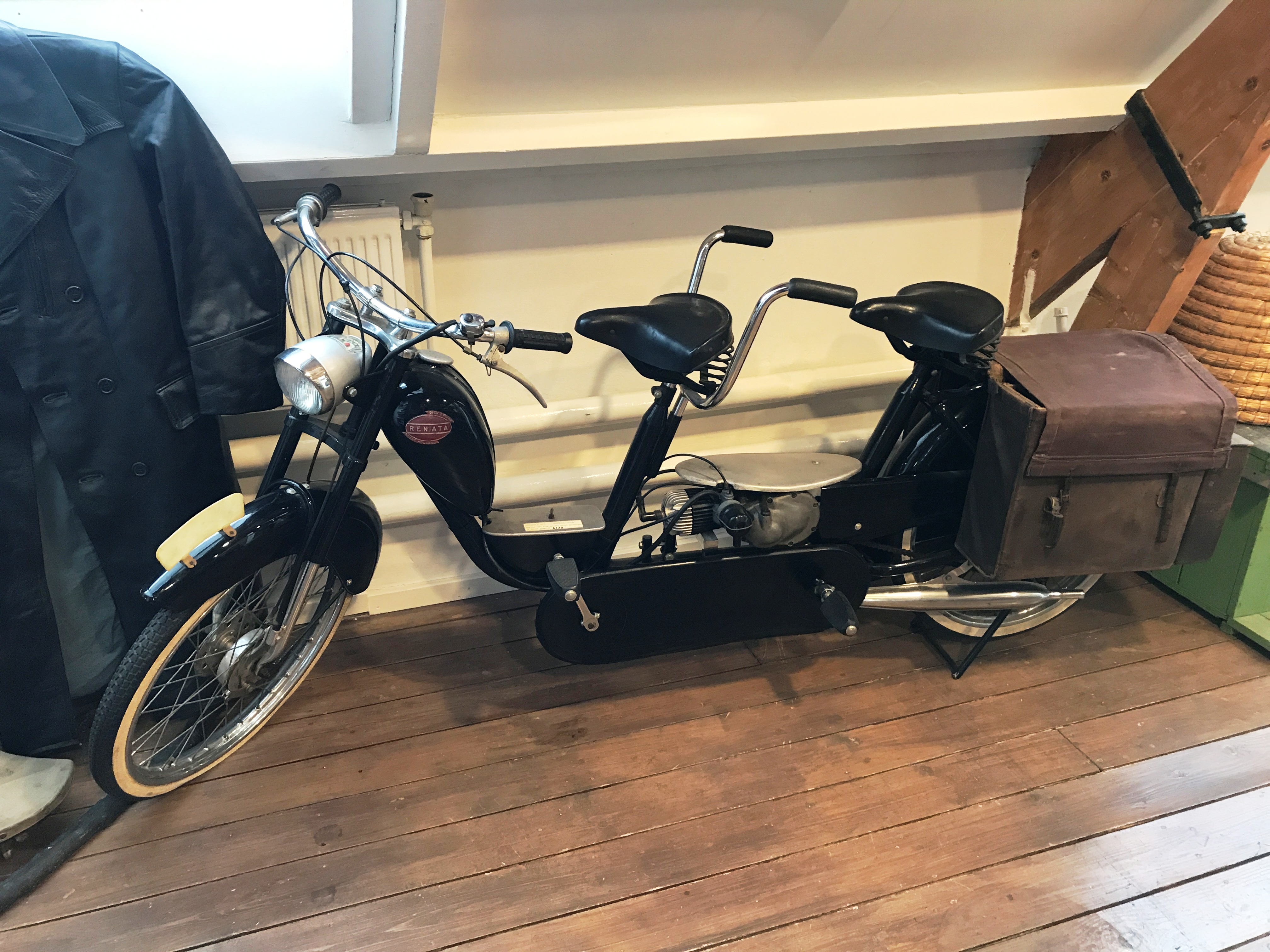
Renata Tandembrommer - Collectie Museum Tweestromenland, Beneden-Leeuwen (2023)

Renata is een historisch Nederlands merk van bromfietsen dat ook bekend was als Eysink-Renata.
Technisch Directeur Dick Eysink, die het merk Eysink gedurende de Tweede Wereldoorlog van zijn vader had overgenomen, verliet na onenigheid zijn eigen bedrijf en ging onder de naam Renata bromfietstandems met ILO- en Victoria-blokjes bouwen. Dit gebeurde waarschijnlijk in 1951, want toen waren er al Renata’s te koop.
Na een serie processen mocht Eysink vanaf 1958 de familienaam weer als merk voeren. Er werden toen ook weer bromfietsen gemaakt, maar nu onder de naam Eysink-Renata, waarvan de productie pas in 1977 werd beëindigd.